# ساتنیک آدامیان
ساتنیک آرتمی آدامیان (ارمنی: Սաթենիկ Արտեմի Ադամյան؛ زاده ۱۷ سپتامبر ۱۸۷۵ - درگذشته ۱۷ ژوئیهٔ ۱۹۱۵) بازیگر و مترجم اهل ارمنستان بود. وی خواهر تامار آدامیان بود.

## زندگی‌نامه
وی در ۱۷ سپتامبر ۱۸۷۵ در تفلیس به دنیا آمد . وی در ۱۷ ژوئیهٔ ۱۹۱۵ در سن ۳۹ سالگی در باکو درگذشت.